# Mistrzostwa Świata w Szermierce 2006
Mistrzostwa Świata w Szermierce 2006 – 68. edycja mistrzostw odbyła się we włoskim mieście Turyn.

## Klasyfikacja medalowa
| Lp. | Państwo           | złoto | srebro | brąz | Razem |
| --- | ----------------- | ----- | ------ | ---- | ----- |
| 1   | Francja           | 4     | 1      | 1    | 6     |
| 2   | Rosja             | 2     | –      | 3    | 5     |
| 3   | Chiny             | 2     | –      | 1    | 3     |
| 4   | Włochy            | 1     | 3      | 3    | 7     |
| 5   | Stany Zjednoczone | 1     | 2      | 1    | 4     |
| 6   | Węgry             | 1     | 1      | 2    | 4     |
| 7   | Niemcy            | 1     | 1      | 1    | 3     |
| 8   | Ukraina           | –     | 1      | 1    | 2     |
| –   | Estonia           | –     | 1      | 1    | 2     |
| 10  | Hiszpania         | –     | 1      | –    | 1     |
| –   | Portugalia        | –     | 1      | –    | 1     |
| 12  | Korea Południowa  | –     | –      | 3    | 3     |
| 13  | Kanada            | –     | –      | 1    | 1     |

## Medaliści

### Mężczyźni
| Złoto                                                                           | Srebro                                                                              | Brąz                                                                                   |
| Floret                                                                          |                                                                                     |                                                                                        |
| Peter Joppich                                                                   | Andrea Baldini                                                                      | Stefano Barrera Lei Sheng                                                              |
| Francja · Loïc Attely · Erwann Le Péchoux · Nicolas Beaudan · Marcel Marcilloux | Niemcy · Peter Joppich · Dominik Behr · Richard Breutner · Benjamin Kleibrink       | Włochy · Salvatore Sanzo · Andrea Baldini · Andrea Cassarà · Simone Vanni              |
| Szpada                                                                          |                                                                                     |                                                                                        |
| Wang Lei                                                                        | Joaquim Videira                                                                     | Sven Järve Igor Tichomirow                                                             |
| Francja · Érik Boisse · Gauthier Grumier · Fabrice Jeannet · Ulrich Robeiri     | Hiszpania · José Luis Abajo · Ignacio Canto · Juan Castañeda · Eduardo Sepúlveda    | Ukraina · Dmytro Czumak · Dmytro Kariuczenko · Maksym Chworost · Bohdan Nikiszyn       |
| Szabla                                                                          |                                                                                     |                                                                                        |
| Stanisław Pozdniakow                                                            | Zsolt Nemcsik                                                                       | Aleksiej Frosin Won Woo-young                                                          |
| Francja · Julien Pillet · Boris Sanson · Nicolas Lopez · Vincent Anstett        | Ukraina · Dmytro Bojko · Wołodymyr Łukaszenko · Ołeh Szturbabin · Władysław Tretiak | Rosja · Aleksiej Frosin · Nikołaj Kowalow · Stanisław Pozdniakow · Aleksiej Jakimienko |

### Kobiety
| Złoto                                                                       | Srebro                                                                                     | Brąz                                                                                       |
| Floret                                                                      |                                                                                            |                                                                                            |
| Margherita Granbassi                                                        | Valentina Vezzali                                                                          | Giovanna Trillini Aida Mohamed                                                             |
| Rosja · Swietłana Bojko · Aida Szanajewa · Julija Chakimowa · Jana Ruzawina | Włochy · Elisa Di Francisca · Margherita Granbassi · Giovanna Trillini · Valentina Vezzali | Korea Południowa · Jeon Hee-sook · Jung Gil-ok · Nam Hyun-hee · Seo Mi-jung                |
| Szpada                                                                      |                                                                                            |                                                                                            |
| Tímea Nagy                                                                  | Irina Embrich                                                                              | Laura Flessel Emese Szász                                                                  |
| Chiny · Li Na · Luo Xiaojuan · Zhang Li · Zhong Weiping                     | Francja · Laura Flessel · Maureen Nisima · Marysa Baradji-Duchêne · Hajnalka Kiraly        | Niemcy · Claudia Bokel · Imke Duplitzer · Britta Heidemann · Marijana Markovic             |
| Szabla                                                                      |                                                                                            |                                                                                            |
| Rebecca Ward                                                                | Mariel Zagunis                                                                             | Kim Hye-lim Sada Jacobson                                                                  |
| Francja · Anne-Lise Touya · Léonore Perrus · Cécile Argiolas · Solenne Mary | Stany Zjednoczone · Rebecca Ward · Mariel Zagunis · Sada Jacobson                          | Rosja · Jekatierina Djaczenko · Jekatierina Fiedorkina · Jelena Nieczajewa · Sofja Wielika |